# Карл IV Анжуйский
Карл IV Анжуйский (фр. Charles IV d'Anjou), также Карл V Мэнский, или смешанно Карл IV Мэнский (1446, неизвестно — 10 декабря 1481, Марсель) — последний граф Прованса, титулярный король Неаполя с 1480 года. Сын Карла IV Мэнского, внук Людовика II Анжуйского, племянник Людовика III Анжуйского и Рене Доброго.

## Биография
Наследовал от отца графства Мэн, Гиз, Мортен и Жьен в 1472 году. В 1480 году унаследовал по завещанию своего дяди Рене Доброго, не имевшего сыновей, графство Прованс и титул короля Неаполя. Дочери Рене Иоланде, герцогине Лотарингской, отходило герцогство Бар. В поддержание претензий на Неаполитанский престол Карл также носил титул герцога Калабрии, хотя самого герцогства уже давно не существовало.

## Семья
В 1474 году он женился на Жанне Лотарингской, дочери Ферри II де Водемона, но этот брак оказался бездетным. Жанна умерла в 1480 году, Карл — в 1481 году. По его завещанию все владения отходили королю Франции Людовику XI, двоюродному брату Карла.